# Swift Bay
Die Swift Bay ist eine Bucht an der Südküste der westantarktischen James-Ross-Insel. Sie liegt westlich des Jefford Point.
Das UK Antarctic Place-Names Committee benannte sie 2006 in Anlehnung an die deskriptive Benennung des Swift-Gletschers, der am östlichen Kopfende der Bucht liegt.